# Afzelija
Afzelija (lat. Afzelia), rod korisnog drveća iz porodice Leguminosae. Dvanaest priznatih vrsta rasprostranjeno je po tropskoj Africi i Aziji. Poznatija vrsta je afrički mahagoni (A. africana)

## Vrste
1. Afzelia africana Pers.
2. Afzelia bella Harms
3. Afzelia bipindensis Harms
4. Afzelia cambodensis Hance
5. Afzelia javanica (Miq.) J.Leonard
6. Afzelia martabanica (Prain) J.Leonard
7. Afzelia pachyloba Harms
8. Afzelia parviflora (Vahl) Hepper
9. Afzelia peturei De Wild.
10. Afzelia quanzensis Welw.
11. Afzelia rhomboidea (Blanco) S.Vidal
12. Afzelia xylocarpa (Kurz) Craib

Sinonimi
- Afrafzelia Pierre
- Pahudia Miq.